# Георгий (Новгородская область)
Гео́ргий — деревня в Новгородском районе Новгородской области, входит в состав Ракомского сельского поселения.
Расположена в Новгородском поозерье на левом берегу реки Веряжа в 4 км к западу от озера Ильмень. Ближайшие населённые пункты — деревни Моисеевичи и Неронов Бор.

## История
В старину деревню называли Егорий. Писцовая книга 1629 года сообщает, что в то время на месте современного Георгия стояло село Яковлево с деревянной церковью во имя Георгия Страстотерпца. В 1718 году на месте старой церкви построили более крупный храм Георгия, в 1862 году его сменил каменный, который был разрушен во время Великой Отечественной войны. До войны в Георгии насчитывалось 75 дворов. Из мужского населения деревни 37 человек погибли на фронте.
В километре от Георгия, на берегу Веряжи находится славянское городище Георгий XI — XII веков, на котором в 1958 и 1979 годах производились раскопки. Анализ находок — а это остатки кузнечного комплекса, осколки керамики — говорит о том, что городище возникло на месте более раннего славянского поселения VIII — IX веков.